# Copa do Brasil 2012
Copa do Brasil 2012 var 2012 års säsong av den brasilianska fotbollsturneringen Copa do Brasil som spelades mellan den 7 mars och 11 juli under 2012. Alla lag kvalificerade sig för Copa do Brasil genom sina resultat i de regionala delstatsmästerskapen eller, om de inte kvalificerade sig på så sätt, genom sin CBF-ranking. Totalt för 2012 års säsong deltog 64 lag och turneringen bestod av utslagsmöten, de flesta (men inte alla) var dubbelmatcher. Vinnaren blev Palmeiras som därmed även kvalificerade sig för Copa Libertadores 2013. Av sponsorskäl hette Copa do Brasil för 2012 års säsong Copa Kia do Brasil.

## Första omgången
| Lag 1               | Tot. resultat | Lag 2             | 1:a matchen | 2:a matchen | Bortamål | Straffar |
| ------------------- | ------------- | ----------------- | ----------- | ----------- | -------- | -------- |
| Palmeiras           | 0–4           | Coruripe          | 0–1         | 0–3         | —        | —        |
| América de Natal    | 4–4 (s)       | Horizonte         | 0–2         | 2–0         | 0–0      | 2–4      |
| Ceará               | 2–0           | Gama              | 2–0         | —           | —        | —        |
| Paraná              | 4–2           | Luverdense        | 2–2         | 2–0         | —        | —        |
| Cruzeiro            | 6–0           | Rio Branco        | 6–0         | —           | —        | —        |
| Chapecoense         | 4–3           | São Mateus        | 1–2         | 3–1         | —        | —        |
| Atlético Paranaense | 2–2 (b)       | Sampaio Corrêa    | 1–2         | 1–0         | 1–0      | —        |
| Criciúma            | 2–0           | Madureira         | 2–0         | —           | —        | —        |
| Grêmio              | 6–3           | River Plate       | 3–2         | 3–1         | —        | —        |
| Ipatinga            | 2–0           | Real Noroeste     | 2–0         | —           | —        | —        |
| Náutico             | 3–1           | Santa Cruz (RN)   | 3–1         | —           | —        | —        |
| Fortaleza           | 6–2           | Comercial (PI)    | 3–2         | 3–0         | —        | —        |
| Bahia               | 3–0           | Auto Esporte (PB) | 3–0         | —           | —        | —        |
| Remo                | 3–0           | Real              | 0–0         | 3–0         | —        | —        |
| Portuguesa          | 5–1           | Cuiabá            | 1–1         | 4–0         | —        | —        |
| Juventude           | 4–0           | Operário          | 4–0         | —           | —        | —        |
| São Paulo           | 5–0           | Independente      | 1–0         | 4–0         | —        | —        |
| Bahia de Feira      | 2–1           | Aquidauanense     | 0–1         | 2–0         | —        | —        |
| Atlético Goianiense | 2–3           | Gurupi            | 1–2         | 1–1         | —        | —        |
| Ponte Preta         | 5–2           | Sapucaiense       | 0–0         | 5–2         | —        | —        |
| Atlético Mineiro    | 3–1           | CENE              | 3–1         | —           | —        | —        |
| Santa Cruz          | 4–4 (b)       | Penarol           | 2–1         | 2–3         | 2–3      | —        |
| América (MG)        | 2–1           | Boavista          | 0–0         | 2–1         | —        | —        |
| Goiás               | 6–2           | Paulista          | 3–2         | 3–0         | —        | —        |
| Coritiba            | 2–0           | Nacional (AM)     | 0–0         | 2–0         | —        | —        |
| ASA                 | 5–3           | Santa Quitéria    | 3–2         | 2–1         | —        | —        |
| Sport               | 2–0           | 4 de Julho        | 2–0         | —           | —        | —        |
| Paysandu            | 3–1           | Espigão           | 3–1         | —           | —        | —        |
| Botafogo            | 2–2 (s)       | Treze             | 1–1         | 1–1         | 1–1      | 3–2      |
| Guarani             | 3–2           | Brasiliense       | 0–2         | 3–0         | —        | —        |
| Vitória             | 2–0           | São Domingos      | 0–0         | 2–0         | —        | —        |
| ABC                 | 5–0           | Trem              | 5–0         | —           | —        | —        |

## Andra omgången
| Lag 1               | Tot. resultat | Lag 2          | 1:a matchen | 2:a matchen | Bortamål | Straffar |
| ------------------- | ------------- | -------------- | ----------- | ----------- | -------- | -------- |
| Palmeiras           | 3–1           | Horizonte      | 3–1         | —           | —        | —        |
| Ceará               | 3–3 (b)       | Paraná         | 2–2         | 1–1         | 1–2      | —        |
| Cruzeiro            | 5–2           | Chapecoense    | 1–1         | 4–1         | —        | —        |
| Atlético Paranaense | 7–2           | Criciúma       | 2–1         | 5–1         | —        | —        |
| Grêmio              | 4–0           | Ipatinga       | 1–0         | 3–0         | —        | —        |
| Náutico             | 2–5           | Fortaleza      | 0–4         | 2–1         | —        | —        |
| Bahia               | 5–2           | Remo           | 1–2         | 4–0         | —        | —        |
| Portuguesa          | 4–2           | Juventude      | 0–2         | 4–0         | —        | —        |
| São Paulo           | 5–2           | Bahia de Feira | 5–2         | —           | —        | —        |
| Atlético Goianiense | 3–3 (s)       | Ponte Preta    | 2–1         | 1–2         | 2–2      | 3–4      |
| Atlético Mineiro    | 5–0           | Penarol        | 5–0         | —           | —        | —        |
| América (MG)        | 3–4           | Goiás          | 0–0         | 3–4         | —        | —        |
| Coritiba            | 3–1           | ASA            | 0–1         | 3–0         | —        | —        |
| Sport               | 2–6           | Paysandu       | 1–2         | 1–4         | —        | —        |
| Botafogo            | 2–1           | Guarani        | 2–1         | 0–0         | —        | —        |
| Vitória             | 4–3           | ABC            | 1–1         | 3–2         | —        | —        |

## Tredje omgången
| Lag 1            | Tot. resultat | Lag 2               | 1:a matchen | 2:a matchen | Bortamål | Straffar |
| ---------------- | ------------- | ------------------- | ----------- | ----------- | -------- | -------- |
| Palmeiras        | 6–1           | Paraná              | 2–1         | 4–0         | —        | —        |
| Cruzeiro         | 1–3           | Atlético Paranaense | 0–1         | 1–2         | –        | —        |
| Grêmio           | 4–0           | Fortaleza           | 2–0         | 2–0         | —        | —        |
| Bahia            | 2–0           | Portuguesa          | 0–0         | 2–0         | —        | —        |
| São Paulo        | 3–2           | Ponte Preta         | 0–1         | 3–1         | —        | —        |
| Atlético Mineiro | 2–3           | Goiás               | 0–2         | 2–1         | —        | —        |
| Coritiba         | 5–1           | Paysandu            | 4–1         | 1–0         | —        | —        |
| Botafogo         | 2–3           | Vitória             | 1–1         | 1–2         | —        | —        |

## Kvartsfinal
| Lag 1     | Tot. resultat | Lag 2               | 1:a matchen | 2:a matchen | Bortamål | Straffar |
| --------- | ------------- | ------------------- | ----------- | ----------- | -------- | -------- |
| Palmeiras | 4–2           | Atlético Paranaense | 2–2         | 2–0         | —        | —        |
| Grêmio    | 4–1           | Bahia               | 2–1         | 2–0         | –        | —        |
| São Paulo | 4–2           | Goiás               | 2–0         | 2–2         | —        | —        |
| Coritiba  | 4–1           | Vitória             | 0–0         | 4–1         | —        | —        |

## Semifinal
| Lag 1     | Tot. resultat | Lag 2    | 1:a matchen | 2:a matchen | Bortamål | Straffar |
| --------- | ------------- | -------- | ----------- | ----------- | -------- | -------- |
| Palmeiras | 3–1           | Grêmio   | 2–0         | 1–1         | —        | —        |
| São Paulo | 1–2           | Coritiba | 1–0         | 0–2         | –        | —        |

## Final
| Lag 1     | Tot. resultat | Lag 2    | 1:a matchen | 2:a matchen | Bortamål | Straffar |
| --------- | ------------- | -------- | ----------- | ----------- | -------- | -------- |
| Palmeiras | 3–1           | Coritiba | 2–0         | 1–1         | —        | —        |